# Ried-Grasmotteneulchen
Das Ried-Grasmotteneulchen (Deltote uncula), auch Riedgras-Motteneulchen oder Olivbraune Grasmotteneule genannt, ist ein Schmetterling (Nachtfalter) aus der Familie der Eulenfalter (Noctuidae).

## Merkmale
Die Falter erreichen eine Flügelspannweite von 22 bis 25 Millimetern. Die Vorderflügel sind in der Grundfarbe hellbraun, rötlichbraun bis dunkelbraun mit zwei deutlich ausgeprägten, weißen oder gelblichen Strichen, die sich entlang des Vorderrandes und entlang der äußeren Wellenlinie ziehen. Basallinie, innere und äußere Querlinie sind nicht entwickelt, aber äußere Wellenlinie und Saumlinie sind vorhanden. Die Nierenmakel ist weiß, cremefarben oder leicht gelblich gefärbt und sehr deutlich ausgebildet. Sie steht schräg und ist leicht gekrümmt und reicht in den Kostalstrich hinein. Die Ringmakel ist dagegen nur eine dreieckige Ausbuchtung des Kostalstriches zur Flügelmitte hin. Die Fransen sind weiß, beige oder hellbraun. Die Hinterflügel sind einheitlich grau gefärbt mit beigefarbenen Fransen. Es ist eine schmale, schwarze Saumlinie vorhanden. Die Unterseiten von Vorder- und Hinterflügeln ist nahezu einheitlich dunkelbraun, mit einem nicht sehr deutlich entwickelten Diskalfleck und einer äußeren Wellenlinie.
Das Ei ist stark abgeflacht und gelblich gefärbt. Die Oberfläche ist mit zahlreichen, unregelmäßigen Längsrippen bedeckt.
Die Raupen sind grünlich gefärbt mit einer undeutlichen dunklen Rückenlinie. Die Nebenrückenlinien sind dagegen heller als die Grundfarbe gehalten, die Seitenlinien gelblich gefärbt. Der Kopf ist grün, die Stigmen rot gefärbt.
Die Puppe ist olivbraun.

## Geographische Verbreitung und Lebensraum
Das Ried-Grasmotteneulchen hat ein sehr großes Verbreitungsgebiet, das von den französischen Westpyrenäen bis nach Japan reicht. Im Norden erstreckt es sich bis nach Süd- und Mittelengland, Nordirland und Irland, in Skandinavien in den Gebieten um die Ostsee, in Finnland und Nordrussland. Sie fehlt aber weitgehend im Mittelmeerraum mit Ausnahme von zwei kleineren Vorkommen an der französischen Mittelmeerküste und in der Toskana sowie an die nördliche Adriaküste (in Norditalien, Slowenien und Kroatien). In Südosteuropa erstreckt sich das Verbreitungsgebiet allerdings weit nach Süden bis nach Nordalbanien und Nordgriechenland. Von dort zieht es sich weiter durch Südbulgarien, Ukraine, die Krim und Südrussland, weiter über Zentralasien, Sibirien bis in den Fernen Osten (Russischer Ferner Osten, Nordchina, Japan, Korea).
Die Art bevorzugt feuchte Wiesen, Sumpfgebiete, Seggenriede und Gewässerränder.

## Lebensweise
Das Ried-Grasmotteneulchen bildet zwei Generationen pro Jahr, deren Falter von Mai bis Juli und August bis September fliegen. Die Falter sind dämmerungs- und nachtaktiv und besuchen nachts Blüten. Sie ruhen tagsüber in der Vegetation, sind aber leicht aufzuscheuchen. Allerdings fliegen sie dann nur wenige Meter und setzen sich dann wieder in die Vegetation. Sie kommen auch an künstliche Lichtquellen. Die Raupen ernähren sich von Gräsern (Poaceae), z. B. Rasen-Schmiele (Deschampsia cespitosa) und Rohrglanzgras (Phalaris arundinacea) sowie Sauergrasgewächse (Cyperaceae), z. B. Arten der Gattungen Seggen (Carex) und Zypergräser (Cyperus). Die Verpuppung erfolgt in einem leichten Gespinst an der Erde. Die Puppe überwintert.

## Gefährdung
Die Art steht in der Roten Liste der Bundesrepublik Deutschland auf der Vorwarnliste. In vielen deutschen Bundesländern ist sie allerdings schon als gefährdet (Kategorie 3) eingestuft, so in Brandenburg, Niedersachsen, Rheinland-Pfalz, Saarland, Sachsen und Thüringen. In Nordrhein-Westfalen wird sie sogar in Kategorie 2 (stark gefährdet) gestellt.